# Верхњаја Пишма
Верхњаја Пишма (рус. Верхняя Пышма) град је у Русији у Свердловској области. Према попису становништва из 2010. у граду је живело 59.745 становника.

## Становништво
Према прелиминарним подацима са пописа, у граду је 2010. живело 59.745 становника, 1.729 (2,98%) више него 2002.
| 1939.  | 1959.  | 1970.  | 1979.  | 1989.  | 2002.  | 2010.  |
| ------ | ------ | ------ | ------ | ------ | ------ | ------ |
| 12.976 | 30.331 | 37.798 | 42.698 | 53.102 | 58.016 | 59.749 |